# Hokora

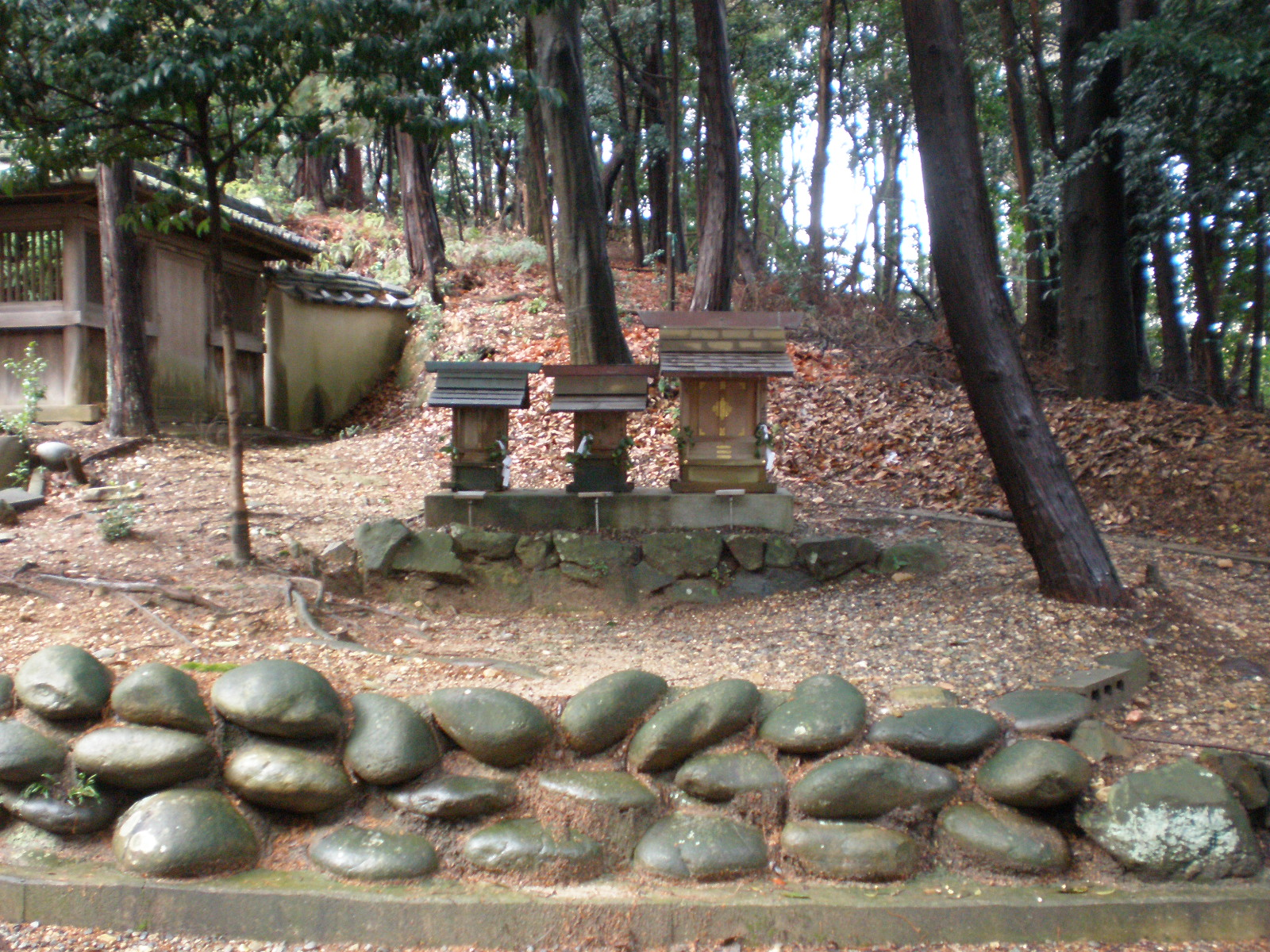
Três hokora numa estrada secundária.

Um hokora ou hokura (祠 ou 神库) é um santuário xintoísta em miniatura encontrado nas proximidades de um santuário de elevada proporção dedicado aos kami popular ou, no lado oposto da rua, a consagração dos kami sem a jurisdição de qualquer grande santuário. Dōsojin, um kami menor que protege os viajantes dos espíritos malignos, que pode por exemplo, estar alojado numa hokora.  A palavra hokora, que se acredita ser uma das primeiras palavras em japonês para descrever o santuário do xintoísmo, vem de hokura (神库), que literalmente significa "altar de kami", o que sugere que os primeiros templos eram cabanas destinadas a recolher alguns Yorishiro (依り代).